# Нарсарсуак
Нарсарсуак — поселение на юге Западной Гренландии, в муниципалитете Нарсак, к северу от самого Нарсака. Население примерно 160 человек. Основной источник занятости — аэропорт и отель. В окрестностях живёт ещё несколько сотен человек, занятых на рыболовстве и овцеводческих фермах. Сообщение с Нарсаком и Какортоком только воздушное. Внутренний ледниковый щит находится на расстоянии 9 км и может быть достигнут пешком за 4-5 часов.
На другом берегу фьорда расположен Братталид — первое поселение викингов, основанное ещё Эриком Рыжим.
Нарсарсуак возник во время Второй мировой войны как американская авиабаза «Blue West One». База действовала с июля 1941 по 1958 годы. Во время войны база использовалась для перегонки самолетов из Северной Америки в Британию, а после войны — как аэродром подскока для стратегических бомбардировщиков, направлявшихся в Советский Союз, однако позже её в этом качестве сменила авиабаза Туле. В 1958 г. США закрыли базу в Нарсарсуаке, но на следующий год Дания вновь открыла её, после потери близ мыса Фарвелл судна со всем экипажем. Во время войны персонал базы достигал 4000 человек, а больница принимала 250 раненых. По слухам, больница использовалась для сокрытия от общественности тяжелораненых во время Корейской войны (эти слухи развивались в книгах Джона Гриземера «Никто не думает о Гренландии» и Лоуренса Миллмана «Последнее место»). Ныне база и больница полностью ликвидированы.
Аэродром остался и является важным транспортным узлом Южной Гренландии, её главным международным аэропортом. Отсюда осуществляются полеты по всей Гренландии, а также в Копенгаген, а летом и в Рейкьявик (фактически повторяя путь перегонявшихся боевых самолетов во время Второй Мировой войны). Аэродром имеет бетонную полосу 1830 м длиной и 45 м шириной.

## Климат
| Показатель                                | Янв.  | Фев.  | Март | Апр. | Май | Июнь | Июль | Авг. | Сен. | Окт. | Нояб. | Дек.  | Год |
| ----------------------------------------- | ----- | ----- | ---- | ---- | --- | ---- | ---- | ---- | ---- | ---- | ----- | ----- | --- |
| Средний суточный максимум, °C             | −2,6  | −2,1  | −1   | 3,7  | 8,9 | 12,4 | 14,3 | 13,2 | 9,0  | 3,8  | 0,4   | −2,1  | 4,8 |
| Средняя температура, °C                   | −6,8  | −6,1  | −5,1 | −0,1 | 5,2 | 8,3  | 10,3 | 9,3  | 5,5  | 0,4  | −3,2  | −6,1  | 0,9 |
| Средний суточный минимум, °C              | −11,1 | −10,5 | −9,5 | −4,4 | 1,4 | 4,5  | 6,4  | 5,5  | 2,0  | −2,9 | −6,9  | −10,1 | −3  |
| Норма осадков, мм                         | 38    | 33    | 37   | 42   | 37  | 52   | 65   | 70   | 68   | 51   | 60    | 61    | 615 |
| Источник: Danish Meteorological Institute |       |       |      |      |     |      |      |      |      |      |       |       |     |

## Arboretum Groenlandicum
На нижних склонах хребта Меллемландет близ фьорда Коорок, вблизи аэропорта Нарсарсуака находится уникальный «ботанический сад Арктики», называемый Arboretum Groenlandicum.
На 15 гектарах произрастают 110 видов растений, преимущественно таёжных, включая сибирскую лиственницу, широкохвойную сосну, белую и ситхинскую ели, а также различные кустарники.